# Voepass Linhas Aéreas
A Voepass Linhas Aéreas (estilizado como VOEPASS Linhas Aéreas), anteriormente Passaredo Linhas Aéreas, foi uma companhia aérea brasileira, tendo sido uma das companhias aéreas mais antigas do Brasil. Ela encerrou suas atividades em 24 de junho de 2025, após a Agência Nacional de Aviação Civil (ANAC) cassar seu certificado de operação.
Sua sede se localizava no município de Ribeirão Preto, no estado de São Paulo, concentrava atualmente suas operações no Aeroporto Estadual Doutor Leite Lopes, e no Aeroporto Internacional de Guarulhos. A empresa realizava voos para 47 destinos, utilizando aeronaves do modelo ATR-72, nas versões -500 e -600. Por meio de um sistema de codeshare com a LATAM Brasil, oferecia conexões para diversos destinos.

## História
Originalmente denominada "Passaredo Transportes Aéreos", foi fundada em Ribeirão Preto no dia 3 de julho de 1995, quando o empresário José Luiz Felício, natural de Mococa, expandiu o segmento rodoviário da Viação Passaredo para incluir um braço aéreo regional operado por duas aeronaves EMB-120 "Brasilia".
Em 1997, a Passaredo introduziu em serviço um Airbus A310-300, com capacidade para 244 passageiros, sendo a primeira companhia aérea brasileira a operar este modelo de aeronave, logo seguido de um segundo exemplar para operar em voos charter para o Nordeste e Caribe. A empresa também recebeu dois ATR-42-300, com a intenção de substituir os seus três Brasília pelo modelo ATR, mas a crise monetária brasileira e a forte desvalorização do real fez com que a empresa desistisse dos planos. Em meio ao péssimo cenário econômico brasileiro, no dia 4 de abril de 2002, a empresa suspendeu as operações.
Em março de 2004, após um período de estudos e preparação, já independente do Grupo Passaredo, retornou às operações com a denominação de Passaredo Linhas Aéreas, com uma aeronave.
Em 2008, dois "Brasília", ex-OceanAir, e dois jatos ERJ-145 foram adicionados à frota, já com uma nova identidade visual. A outra empresa que operou o jato no Brasil foi a Rio Sul. Em 2009, a Passaredo inaugurou novas rotas para o Rio de Janeiro, São Paulo, Porto Alegre, Palmas, Bauru, Marília, Barreiras, Presidente Prudente, Goiânia e Recife. Com isso a companhia mais que dobrou a oferta de assentos e se consolidou como segunda maior regional do Brasil. Em 2010, a companhia recebeu um exemplar da aeronave ERJ-135 para acelerar a renovação da frota, dando assim continuidade na expansão de sua malha. Em fevereiro de 2011, aposentou os últimos três "Brasília", mas deixou de voar para Marília, Bauru e Presidente Prudente, alegando que os ERJ-145 eram grandes demais para a demanda dessas rotas.
Entre 2008 até 2012, a empresa chegou a operar 17 aeronaves ERJ-145 e um ERJ-135.
No ano de 2014, juntamente com a Avianca, foi considerada a mais segura do Brasil, em um ranking do site AirlineRatings.com, que avaliou 449 empresas de aviação segundo critérios de segurança. Obteve a classificação de sete estrelas, a nota máxima, junto com outras 149 empresas do mundo.

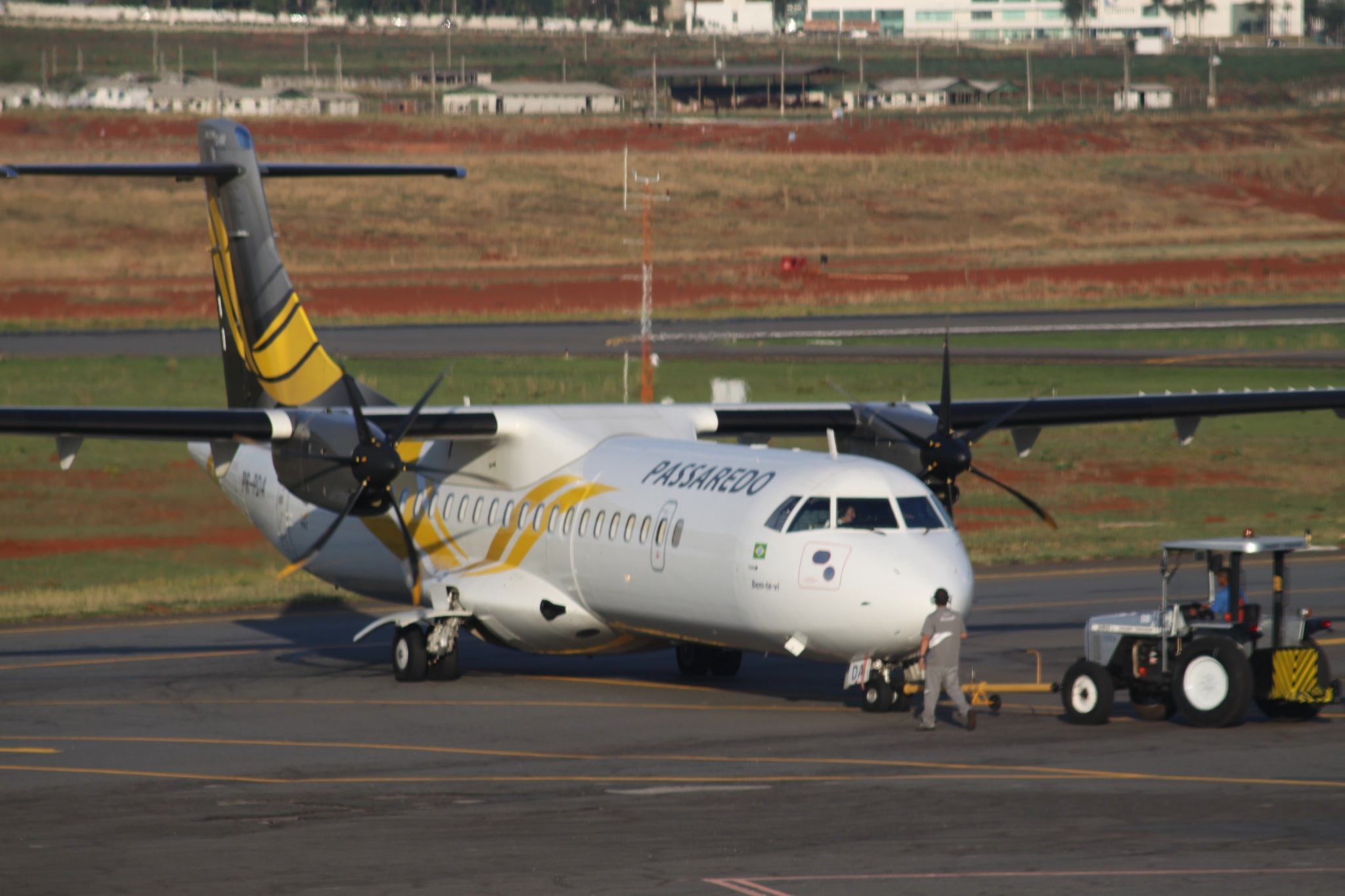
ATR-72 600 da companhia ainda com o nome Passaredo, no Aeroporto Internacional de Goiânia, em 2012

Em março de 2015, foi lançada a primeira edição da Pass, revista de bordo distribuída gratuitamente aos clientes.
Em 2018, anunciou um plano de expansão, com novas rotas, um novo website e a inclusão da companhia no plano de milhas Smiles. No final do ano, uma restruturação na malha da empresa foi feita e alguns destinos deixaram de ser atendidos pela companhia, tais como: Rondonópolis, Três Lagoas, São José do Rio Preto, Belo Horizonte e foi retirada uma das frequências de voo para o Rio de Janeiro. Em fevereiro de 2019, uma nova identidade visual foi apresentada.
Em 25 de outubro de 2023, morreu o fundador da Voepass José Luiz Felício aos 85 anos. O comando da empresa passou para seu primogênito, José Luiz Felício Filho. 

### Recuperação Judicial
Em outubro de 2012, a Passaredo ingressou com pedido de Recuperação Judicial com o objetivo de viabilizar o pagamento do passivo e preservar suas atividades. Houve a troca da frota de jatos pelos turboélices ATR 72, além da readequação da malha focada no transporte aéreo regional, o que permitiu sua reestruturação.
Em maio de 2013, a Passaredo Linhas Aéreas teve seu plano de recuperação judicial aprovado, conseguindo assim renegociar uma dívida superior a R$ 150 milhões.
Em 2017, a justiça determinou o fim da recuperação judicial da companhia.

### Tentativa de venda para o Grupo Itapemirim e investigações criminais contra a Voepass
No dia 3 de julho de 2017, a empresa foi adquirida para o Grupo Itapemirim, porém o negócio foi desfeito em 11 de setembro de 2017. A empresa havia dito que a holding não cumpriu o acordo de transferência nem ocorreram os pagamentos acordados. No mesmo ano, a empresa saiu do plano de Recuperação Judicial.
Em 2019, a Passaredo foi alvo de investigação criminal contra o seu dono José Lúcio Felício Filho e de sua esposa Cássia Aparecida Vieira Felício. O MP-SP apurava se o casal cometeu supostos crimes de apropriação indébita, crimes falimentares e lavagem de dinheiro, sobre a venda da aérea à ITA.
A promotoria, no entanto, em 5 de fevereiro de 2024, inocentou o casal por falta de provas. Na nota divulgada, afirmava que eles, na verdade foram vítimas de "empreitadas criminosas" de Sidnei Piva e Camila Valdívia, então donos do Grupo Itapemirim.

### Aquisição da MAP Linhas Aéreas
Com a aquisição da MAP Linhas Aéreas, no dia 21 de agosto de 2019, a companhia passou a operar 28 destinos, ampliando sua participação no mercado nacional. Adquiriu em leilão da ANAC, 158 slots semanais no aeroporto de Congonhas, pertencentes anteriormente à Avianca Brasil. Atualmente, a empresa opera 34 destinos em todas as regiões do Brasil.

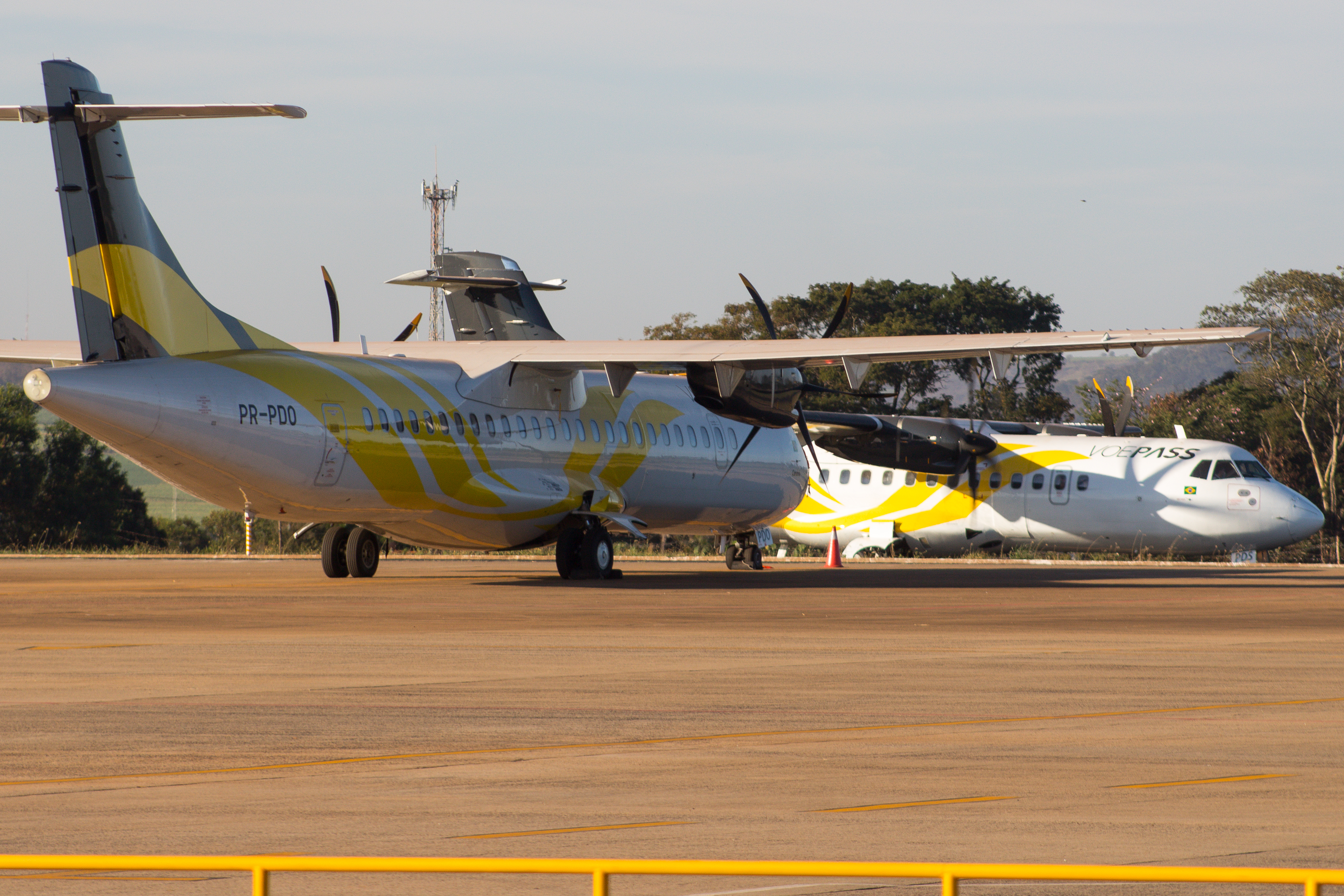
Aeronaves ATR-72 600 utilizando o nome VOEPASS

Após o anúncio da compra da MAP Linhas Aéreas, a empresa passou se chamar VOEPASS Linhas Aéreas. Entretanto em 20 de agosto de 2020, a Voepass foi denunciada pelos antigos donos da MAP por não quitarem dívidas trabalhistas e pediram reintegração de posse de um ATR-42 500 que não estava no acordo de venda. Além disso, o Conselho Administrativo de Defesa Econômica (CADE) investigou a Voepass sobre a aquisição dos slots da extinta Avianca Brasil além de supostas alienações financeiras da companhia, pois desde a aquisição da MAP, os slots nunca foram utilizados em sua totalidade. O senador Omar Aziz pediu explicações ao CADE sobre a fusão das duas companhias.
A empresa não ficou com a MAP por muito tempo e logo em 2021 a vendeu para a Gol Linhas Aéreas.

### Ação judicial e devolução de aeronaves
Em janeiro de 2025, a Voepass sofreu uma ação judicial de reintegração de posse de duas aeronaves ATR-72 de sua frota. De prefixo PR-PDX e PR-PDZ, as aeronaves estão com o aluguel atrasado desde abril de 2024, e a arrendadora da aeronave entrou na justiça para devolução das aeronaves.
No dia 22 de janeiro de 2025, foi noticiado que um ATR 72-600 da empresa, estava sendo devolvido ao seu dono. De prefixo PS-VPA, a aeronave foi incluída na frota em Março de 2023, e também estaria supostamente, com o pagamento do aluguel atrasado. Porém, horas depois, a Voepass divulgou uma nota que afirma que a devolução da aeronave já estava programada.

### Segunda reestruturação financeira e possibilidade de nova recuperação judicial
Em 3 de março de 2025, a Voepass entrou em reestruturação financeira, após as quedas da venda de passagens durante a pandemia de Covid-19 e do veículo aéreo ATR-72 em agosto de 2024. Por causa destes dois fatos, deve a credores R$ 215 milhões. Segundo a empresa, antes da tragédia de Vinhedo, conseguira saúde financeira e tinha planos para reexpandir sua malha aérea. Antes, em 18 de fevereiro do mesmo ano acima, o Tribunal de Justiça de São Paulo suspendeu processos judiciais e cíveis de credores contra a empresa por 60 dias. Segundo o tribunal, a medida foi acatada para evitar a falência da aérea. Na mesma nota, a Voepass acusou o Grupo LATAM de não pagar R$ 34 milhões com o acordo de "codeshare" entre as duas companhias. A LATAM não quis se manifestar.

### Suspensão das atividades pela ANAC
Em 11 de março de 2025, a Agência Nacional de Aviação Civil (ANAC) suspendeu cautelarmente as operações da Voepass até que seja comprovada a correção de não conformidades nos sistemas de gestão da empresa. A suspensão ocorre após uma operação assistida de fiscalização em decorrência do acidente de 9 de agosto de 2024, dentre as exigências do órgão estavam a redução da malha, aumento do tempo de solo das aeronaves com vistas à manutenção e troca de administradores, no entanto, foi constatada a reincidência de irregularidades.
Em 24 de junho de 2025, a Agência Nacional de Aviação Civil (Anac) cassou definitivamente o Certificado de Operador Aéreo (COA) da Voepass Linhas Aéreas, encerrando formalmente suas operações comerciais no Brasil. A decisão ocorreu após auditorias identificarem falhas estruturais em quatro aeronaves da frota, como trincas na junção asa-fuselagem, deformações na fuselagem e danos em carenagens, sem registros de manutenção corretiva. A fiscalização intensificada foi motivada por um acidente em 9 de agosto de 2024, que resultou na morte de 62 pessoas em Vinhedo (SP). Entre agosto de 2023 e fevereiro de 2025, a empresa acumulou 15 processos administrativos sancionadores. Mesmo após suspensão cautelar em março de 2025 e pedido de recuperação judicial em abril, a Anac concluiu que a Voepass não demonstrou capacidade de corrigir suas deficiências operacionais e de segurança. 
Segundo pedido de Recuperação Judicial
Em 22 de abril de 2025, a Voepass entrou com um pedido de Recuperação Judicial, devido aos impactos da queda do voo 2283, além do rompimento do contrato de codeshare que havia com a LATAM Brasil, e da suspensão de suas atividades, suspensas desde o dia 11 de Março de 2025. A empresa tem dívidas estimadas em mais de 400 milhões de Reais.

## Parceria com a Smiles
No final do ano de 2018, a Passaredo informou que todos os trechos de seus voos entram no programa de pontos da Gol Linhas Aéreas, o Smiles.

## Codeshare

### LATAM Brasil
No dia 1 de junho de 2015, a Agência Nacional de Aviação Civil (ANAC) e o Conselho Administrativo de Defesa Econômica (CADE) autorizaram o acordo de compartilhamento de código (code share) entre a Passaredo e a LATAM Brasil, que havia sido assinado em dezembro de 2014. Este compartilhamento permite que a LATAM comercialize passagens aéreas com origem ou destino em localidades operadas pela Passaredo.

### Gol
A Passaredo Linhas Aéreas, começou a operar, a partir do dia 9 de março de 2017, voos em parceria com a Gol Linhas Aéreas, encerrada em 2023.

## Aeronaves

### Frota

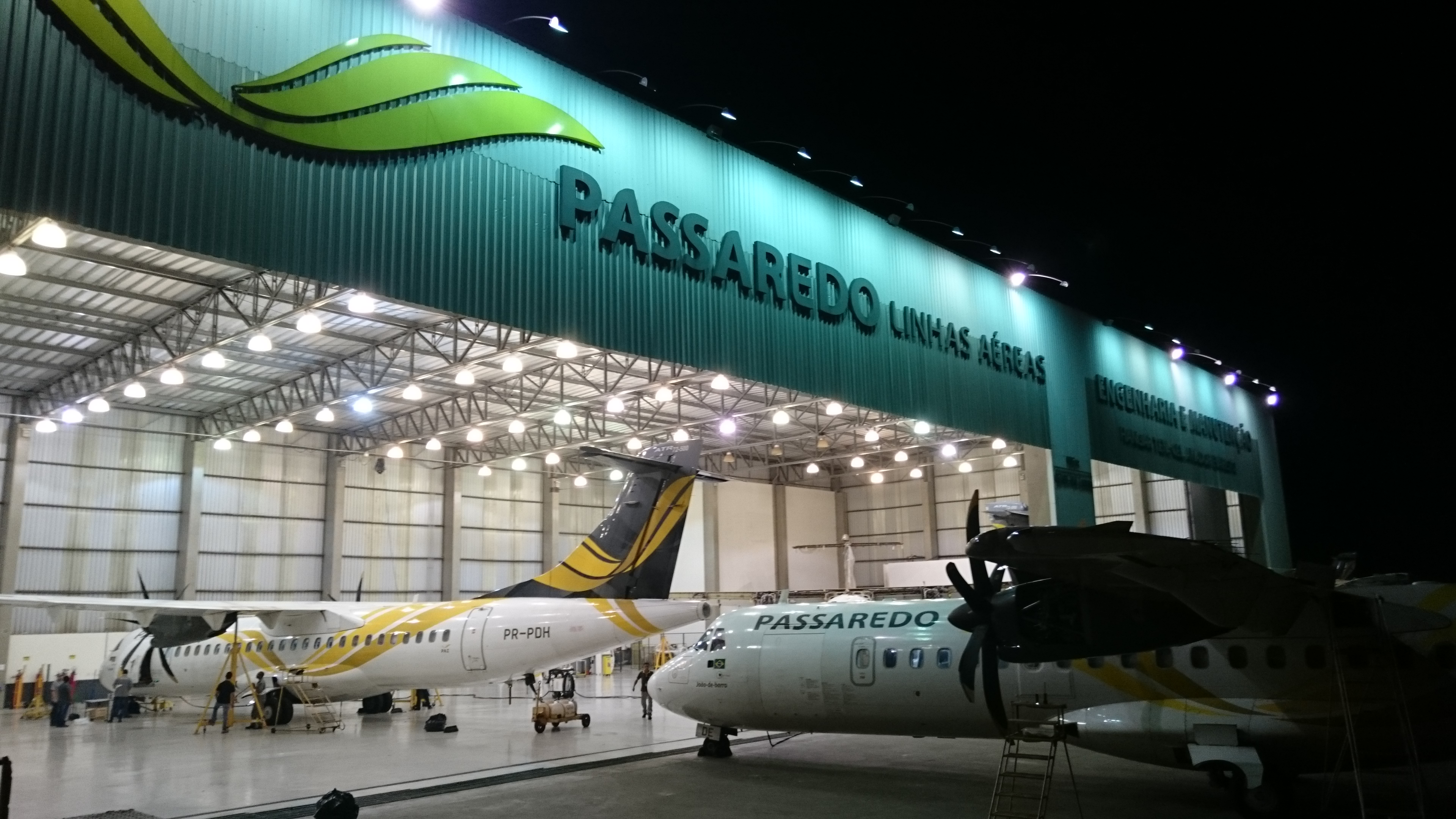
Hangar de Manutenção e Engenharia da companhia, no município de Ribeirão Preto

Em setembro de 2019, a empresa recebeu dois ATR72-600 na frota, para início das operações de Congonhas. Em novembro a frota da empresa era composta por sete aeronaves, estando prevista a chegada de mais um ATR72-600 para dezembro.
Em fevereiro de 2020, a VOEPASS chegou a frota de 13 aeronaves ATR, a companhia opera sob as regras da certificação IOSA, programa internacional de excelência operacional da IATA, com rotas nas regiões sul, sudeste, centro oeste, norte e nordeste, totalizando 47 destinos atendidos em todas as regiões do Brasil.
Em abril de 2025, a frota chegou a 10 aeronaves, sendo que 7 estavam em operação, antes da suspensão da Voepass pela ANAC, e portanto, nenhuma aeronave está em operação, além da devolução de mais uma aeronave, o ATR 72-600 de Matrícula PS-VPE no dia 25 de abril de 2025.
| Modelo     | Quantidade | Observações                        |
| ---------- | ---------- | ---------------------------------- |
| ATR 42-500 | 2          | PR-PDS parado desde Agosto de 2024 |
| ATR 72-500 | 8          | PR-PDW possui pintura "retrô"      |

## Incidentes e acidentes

### 14 de janeiro de 2021
Um ATR-72 600 que ostentava a matrícula PR-PDO teve parte do trem de pouso destruído após decolar. A falha foi causada pela soltura de um pino que o sustenta ao veículo.

### 12 de fevereiro de 2021
Um ATR-72 500 da companhia teve o para-brisa rachado. O veículo em questão ostentava o código PP-PTO.

### 8 de julho de 2024
Um ATR-72 500 da empresa com o código PS-VPE teve a fuselagem esburacada após o pneu traseiro do veículo explodir.

### 9 de agosto de 2024
A aeronave ATR-72 500 de prefixo PS-VPB, cumprindo o voo 2283, saiu de Cascavel, no estado do Paraná, com destino a São Paulo. Bombeiros relataram que o avião caiu em Vinhedo, no estado de São Paulo, após perder contato com o controle de tráfego aéreo por volta de 13h30, horário local. Dados preliminares indicaram que a aeronave atingiu uma taxa de descida de 13 mil pés por minuto. O avião caiu dentro de um condomínio em uma área residencial do bairro Capela, sem relatos de feridos no solo. Várias casas também foram relatadas como atingidas pelo avião durante a queda.
Diversos vídeos do evento mostram a aeronave descendo verticalmente e em espiral. O piloto Durval Fantozzi Filho, em entrevista à CNN Brasil, no dia 10 de agosto de 2024, que presenciou a queda a partir de sua residência em Vinhedo, descreveu: “Eu tive a triste imagem de ver a aeronave saindo da camada em um voo descendente em espiral, em uma manobra que se chama parafuso chato (...) o parafuso chato é uma manobra a qual o aviador não consegue recuperar o controle da aeronave”.
A aeronave explodiu e se incendiou depois de se chocar contra o solo, no jardim de uma residência, que, no momento do acidente, encontrava-se desocupada. Todas as 62 pessoas a bordo morreram, sendo 58 passageiros e quatro tripulantes.

### 15 de agosto de 2024
Um ATR-72-500 da empresa, com matrícula PS-VPA, fez um pouso de emergência em Uberlândia, Minas Gerais, devido a uma suposta pane a bordo. A aeronave estava em rota de Rio Verde para São Paulo-Guarulhos, transportando 32 passageiros. Não houve feridos. Metade dos passageiros decidiu não embarcar em outra aeronave enviada pela companhia para substituir o PS-VPA e optou por seguir viagem por terra.